# Police fédérale préventive
 (octobre 2016).
Améliorez-le ou discutez des points à vérifier. 
 (novembre 2015).
 (septembre 2008).
Si vous disposez d'ouvrages ou d'articles de référence ou si vous connaissez des sites web de qualité traitant du thème abordé ici, merci de compléter l'article en donnant les références utiles à sa vérifiabilité et en les liant à la section « Notes et références ».
 (février 2022).
La  Police fédérale (Avant le 29 mai 2009 : Police fédérale préventive (de l'espagnol Policía Federal Preventiva)), surnommée PFP est le nom donné à l'une des forces de l'ordre du gouvernement fédéral du Mexique aujourd'hui disparue.

## Historique

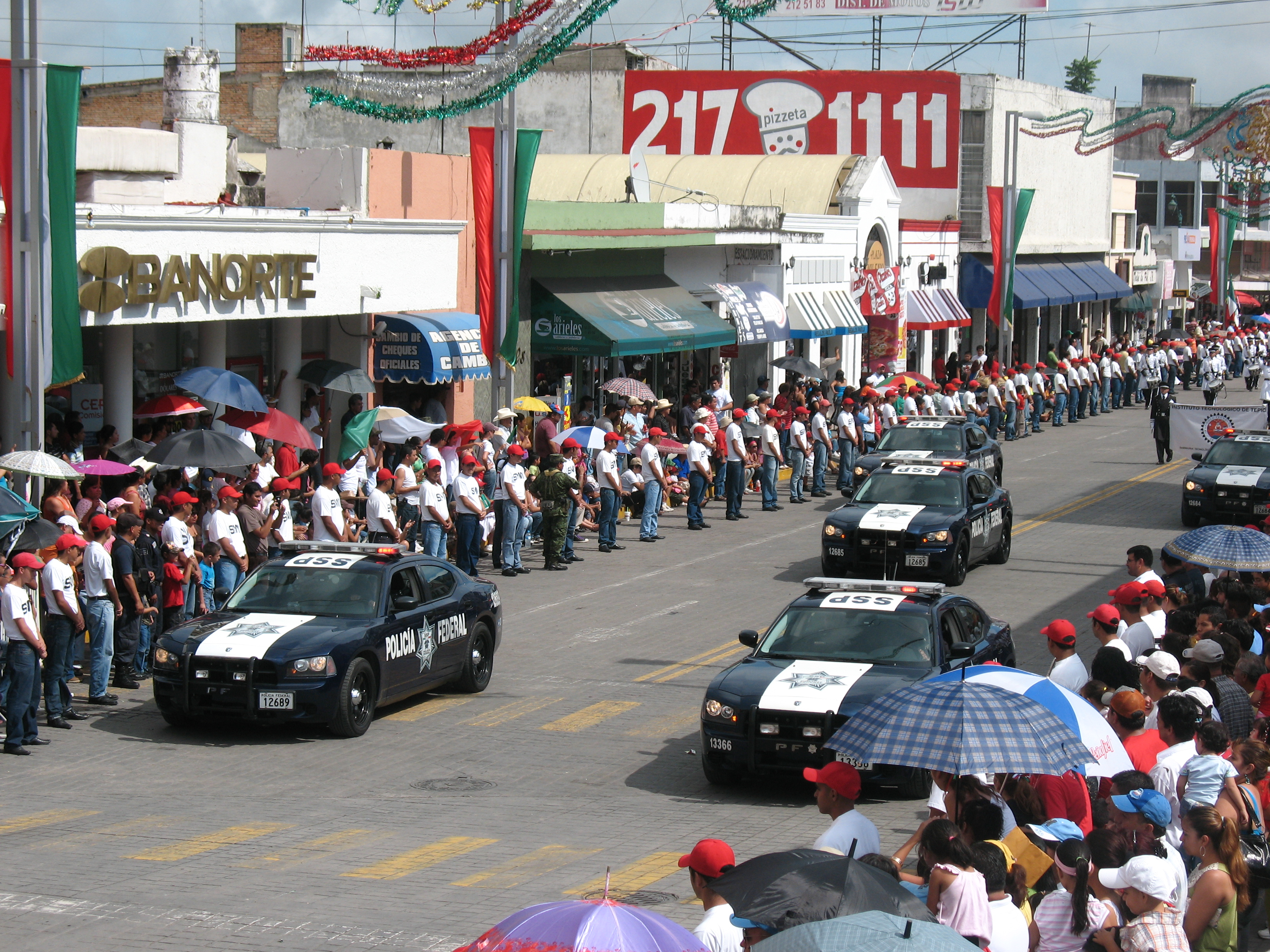
Voitures de la police fédérale lors d'une parade en 2010.

La PFP a été créée en décembre 1998 dans le cadre du Système national de sécurité publique, un concept contre-insurrectionnel inspiré des méthodes du gouvernement des États-Unis. L'un des objectifs affiché par le gouvernement fédéral du Mexique est "d'assainir" les corps policiers qui étaient devenus trop infiltrés et débordés par le crime organisé.
La PFP est ensuite renforcée par des éléments de l'armée et de la marine mexicaine, ce qui a donc créé une sorte de force de police militaire effectuant des opérations de sécurité publique. Certains journalistes [Qui ?] dénoncent le fait que l'utilisation de la PFP est anticonstitutionnelle lors de ces types d'opérations. Son équipement très moderne, est acheté aux États-Unis, en Asie et en Europe.
Certains [Qui ?] dénoncent le fait que la mise en place de la PFP n'a rien changé à l'expansion du trafic de cocaïne et des réseaux mafieux au Mexique mais qu'elle est seulement utilisée pour réprimer les mouvements sociaux lorsque les instances fédérales échouent sur le terrain politique, d'autres disent que les conflits politiques comme ceux du Chiapas ont fait le jeu des délinquants en détournant l'attention des autorités qui durent soustraire des forces qui auraient été mieux utilisées contre le crime organisé.
Elle participe activement à la « guerre contre la drogue » proclamée par le président Felipe Calderón en 2006, aux côtés de l'armée. Et ce, bien qu'elle soit infiltrée par les cartels, nombre d'anciens policiers voire de policiers encore en activité travaillant directement pour les parrains de la drogue. De hauts responsables, comme le policier Guillermo González Calderoni, qui avait tué le parrain Pablo Acosta Villarreal en 1987, ont par la suite été accusés de corruption.
Le 29 mai 2009, elle change de nom et devient simplement Police fédérale. En août 2010, 3 200 de ses agents, soit environ 10 % du total du personnel de la police fédérale, ont été destitués par le chef de la police Facundo Rosas pour ces raisons.
En 2014, une gendarmerie nationale mexicaine est mise sur pied. Comptant à sa création de 4 à 5 000 personnes triés sur le volet et devant en 2018 avoir un effectif de 10 000 gendarmes, cette division de la police fédérale soutiendra les 38 000 federales.

## Armement des Federales mexicains
Du fait de la lutte contre les narcotrafiquants au Mexique, l'armement utilisé est proche de celui des Forces armées mexicaines.

### Armes de poing
- Glock 17
- Beretta 92F - en cours de remplacement.
- Heckler & Koch USP.

### Mitraillettes

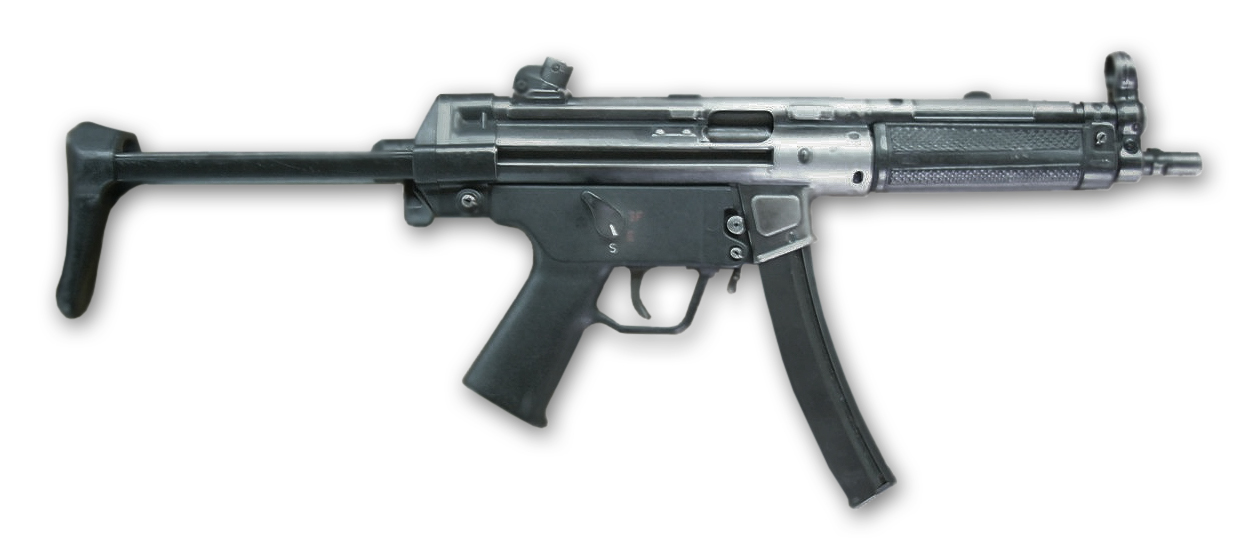
Le MP5 en usage policier au Mexique

- Heckler & Koch MP5
- Heckler & Koch MP7
- Heckler & Koch UMP

### Carabines de Police
- AR-15

### Fusils d'assaut
- Heckler & Koch G3
- Heckler & Koch G36 (dont certains équipés du lance-grenade Heckler & Koch AG36)
- Beretta ARX 160
- Galil ACE
- FN FNC

### Fusils de précision
- Heckler & Koch MSG90
- DSR-50

### Mittrailleuses légères
- M60E4
- Heckler & Koch HK21
- IMI Negev

## Actions de la PFP

### Expulsion et occupation de l'UNAM
Après avoir entamé une grève le 20 avril 1999, les étudiants de l'Université nationale autonome du Mexique réclament de meilleurs moyens afin de défendre l'éducation publique et gratuite au Mexique. Après plus de neuf mois de grève et sans obtenir d'accords avec les autorités universitaires, les étudiants se font expulser par la PFP le 6 février 2000.

### Fermeture d'une radio communautaire à Oaxaca

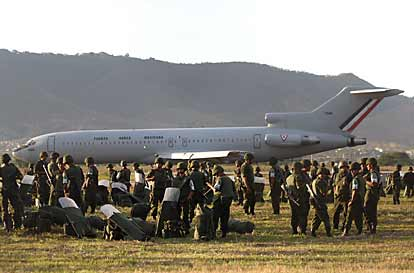
Militaires mexicains sur l'aéroport d'Oaxaca en décembre 2006.

Le 7 janvier 2005, une cinquantaine d'agents de la PFP, accompagnés de fonctionnaires du Ministère de la communication et des transports (SCT), ferment la radio communautaire San Jacinto 88.5 FM. De nombreuses voix dénoncent alors le non-respect de la liberté d'expression et de l'autonomie municipale.

### Expulsion des mineurs de Sicartsa
Le 20 avril 2006, la police de l'État du Michoacán, aidé de la PFP, délogent les mineurs de l'entreprise sidérurgique Sicartsa à Lázaro Cárdenas. Ces mineurs, en grève depuis le 2 avril se font violemment réprimés, deux d'entre eux se font tuer et 54 blessés (dont 21 par arme à feu). Au mois d'octobre de la même année, la Commission Nationale des Droits de l'Homme présente les preuves que l'action menée par la PFP ne l'avait pas été sous mandat judiciaire, et que l'usage des armes à feu était illégal.

### Expulsion à San Salvador Atenco
Le 4 mai 2006, la PFP intervient dans la localité d'Atenco, située dans la banlieue de la capitale Mexico. Après qu'une révolte populaire a eu lieu en raison de l'expulsion de marchands ambulants, la PFP élimine le début d'insurrection. Le bilan est de deux morts, des dizaines de blessés et environ 200 arrestations.

### Occupation de la ville d'Oaxaca
L'état d'Oaxaca est en état d'insurrection depuis le mois de juin 2006, une assemblée populaire s'est formée (APPO) en marge du gouvernement officiel. Le gouvernement fédéral, sur demande du gouvernement de l'état d'Oaxaca, commence l'envoi de troupes pendant le mois d'août 2006. Les troupes, associées à la police locale, reprennent le contrôle du centre-ville de la capitale Oaxaca de Juarez le 29 octobre 2006 après de nombreux affrontements avec les membres de l'APPO. Le 2 novembre, la PFP tente de prendre le contrôle du campus universitaire, nouveaux quartiers de l'APPO, mais est repoussée par une foule de manifestants bien organisés et armés. De nombreux combats ont lieu pendant le mois de novembre entre des manifestants et la PFP. Des actions perpétrées par la PFP, comme l'utilisation de gaz piments, de tirs sur la foule et de rafles parmi les manifestants et les passants seront dénoncées par de nombreuses organisations non officielles de défense des droits de l'homme.